# Náměstí Republiky (Olomouc)
Náměstí Republiky je jedno z ústředních náměstí moravské metropole Olomouc, je také sídlem řady kulturních institucí a bývalou vstupní bránou do centra města.

## Historie
Historicky se jednalo o významné místo, které oddělovalo centrum města od předhradí a bylo ve 13. století obehnáno hradbami. Stál zde například kostel Panny Marie Předhradské. V roce 1886 zde vznikla pobočka pošty, později byla kvůli nezájmu vytvořena pobočka na Riegerově ulici. V současnosti je náměstí Republiky považováno za ústřední místo uvažované muzejní čtvrti, která je inspirována podobnými koncepty v evropských metropolích, jako je Vídeň.

## Uspořádání
Historicky se jednalo o klidné náměstí bez provozu. Na ulicích byly vysázeny stejně jako na ostatních náměstích vzrostlé stromy. Později byla velká část náměstí proměněna v placené parkoviště. Tuto situaci se snažila změnit řada iniciativ, např. v rámci Evropského týdne mobility.

## Instituce
- Knihovna města Olomouce
- bývalá Jezuitská kolej - dnes budova kasáren Armády České republiky
- Muzeum umění Olomouc - budova Muzea moderního umění a Kina Central
- Vlastivědné muzeum v Olomouci
- Caritas - Vyšší odborná škola sociální Olomouc

## Galerie

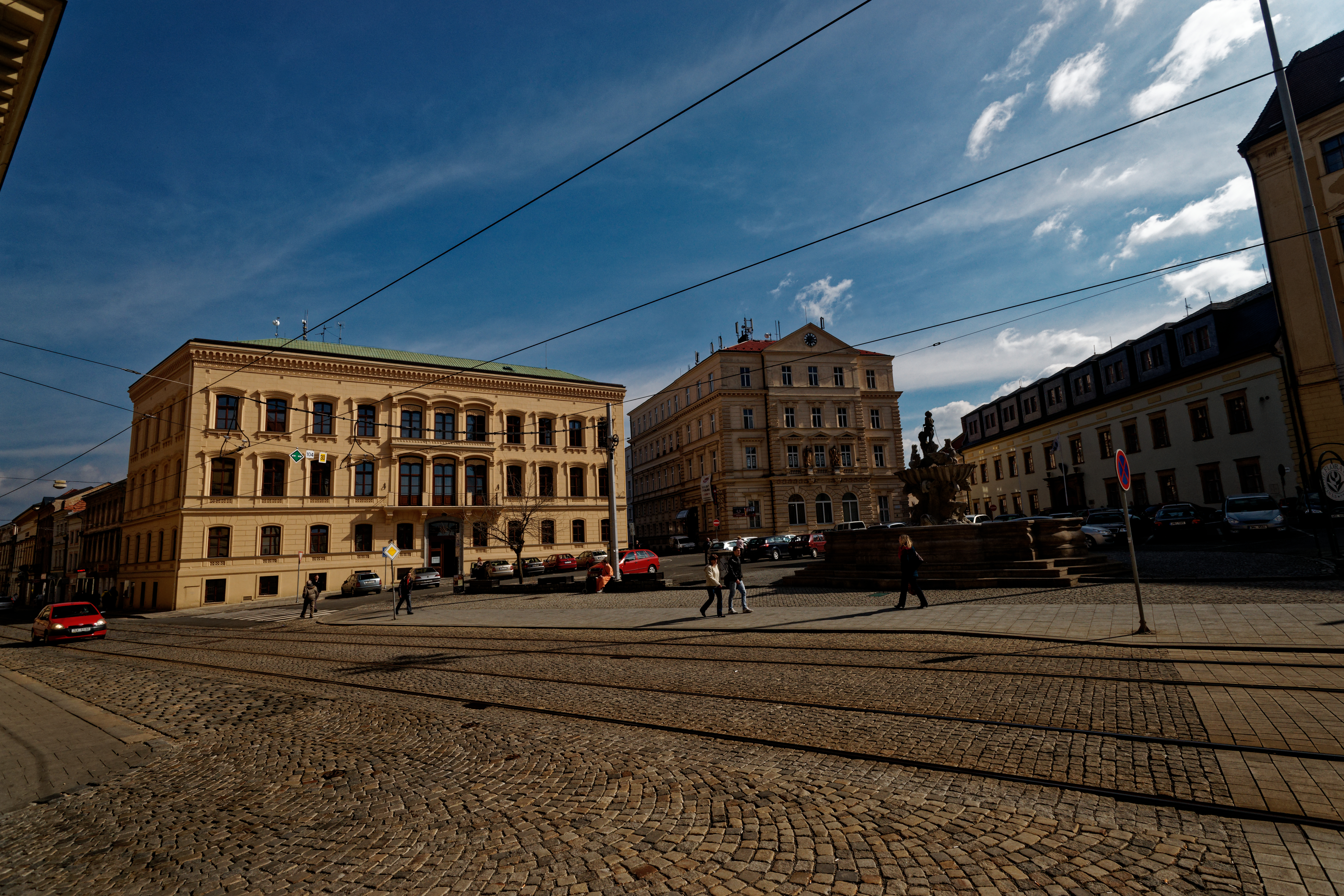
Pohled na Knihovnu města Olomouce
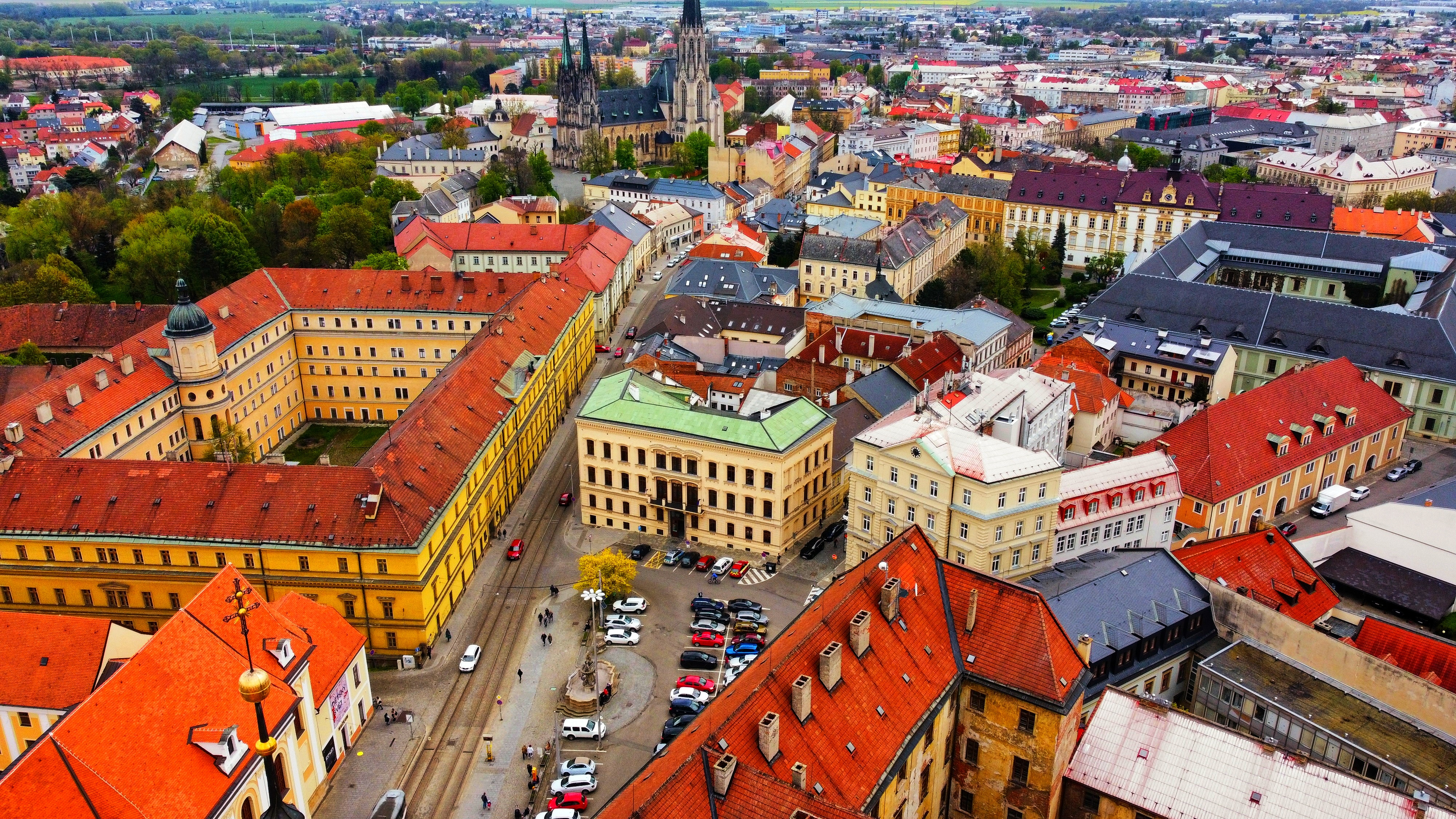
Letecký pohled
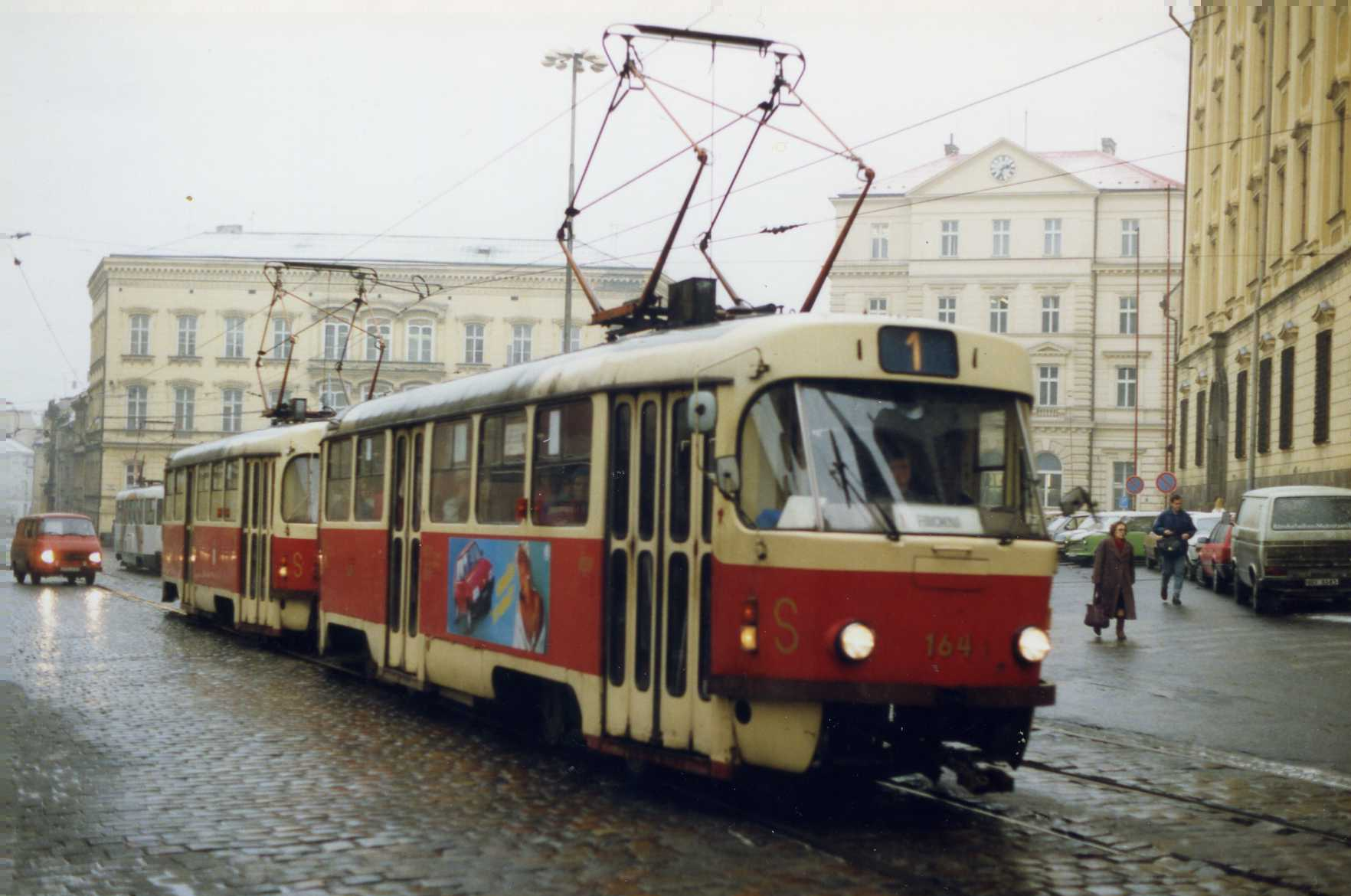
Historický pohled s tramvají T3 z roku 1992
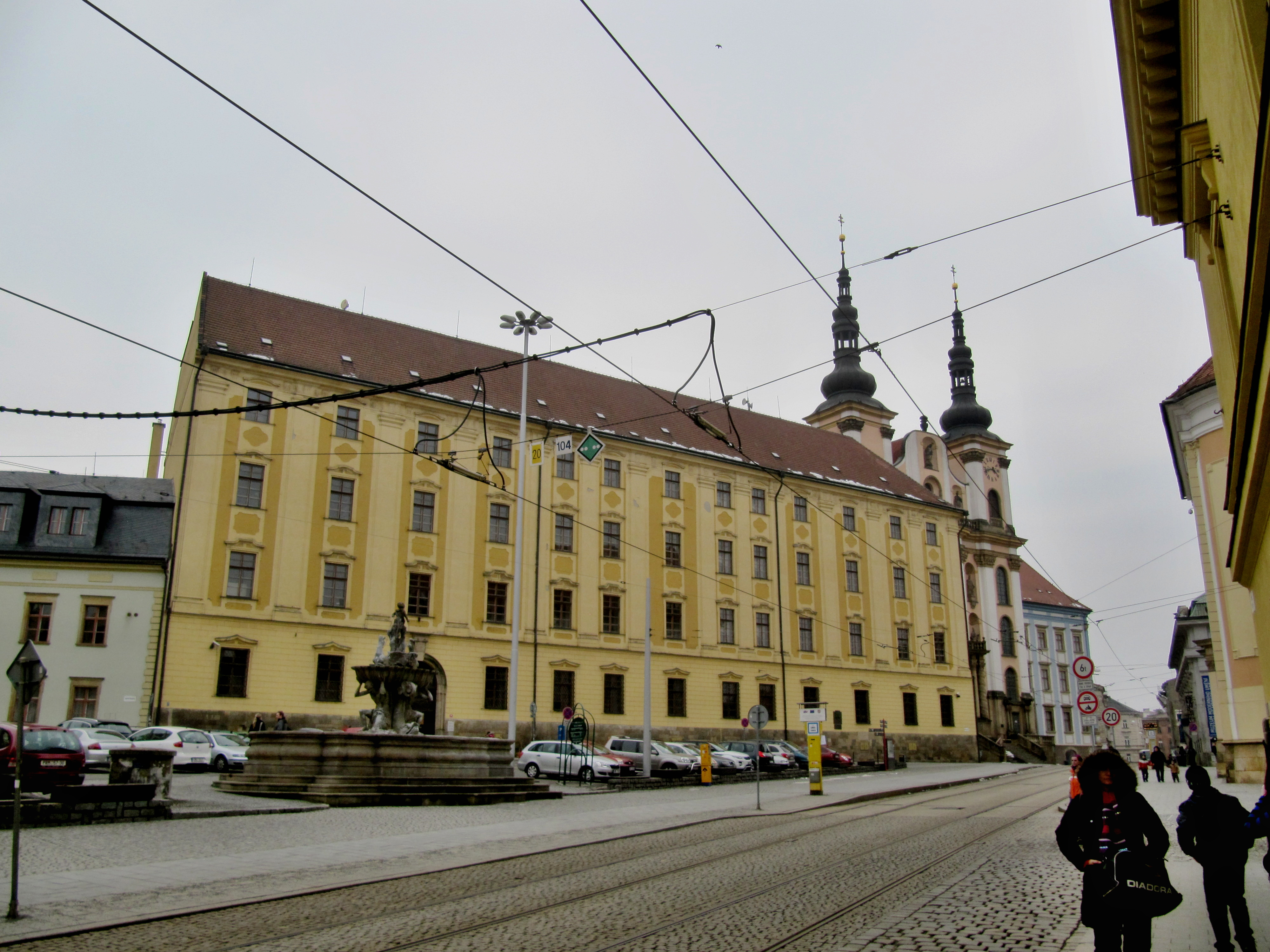
Pohled na budovu bývalé Jezuitské koleje
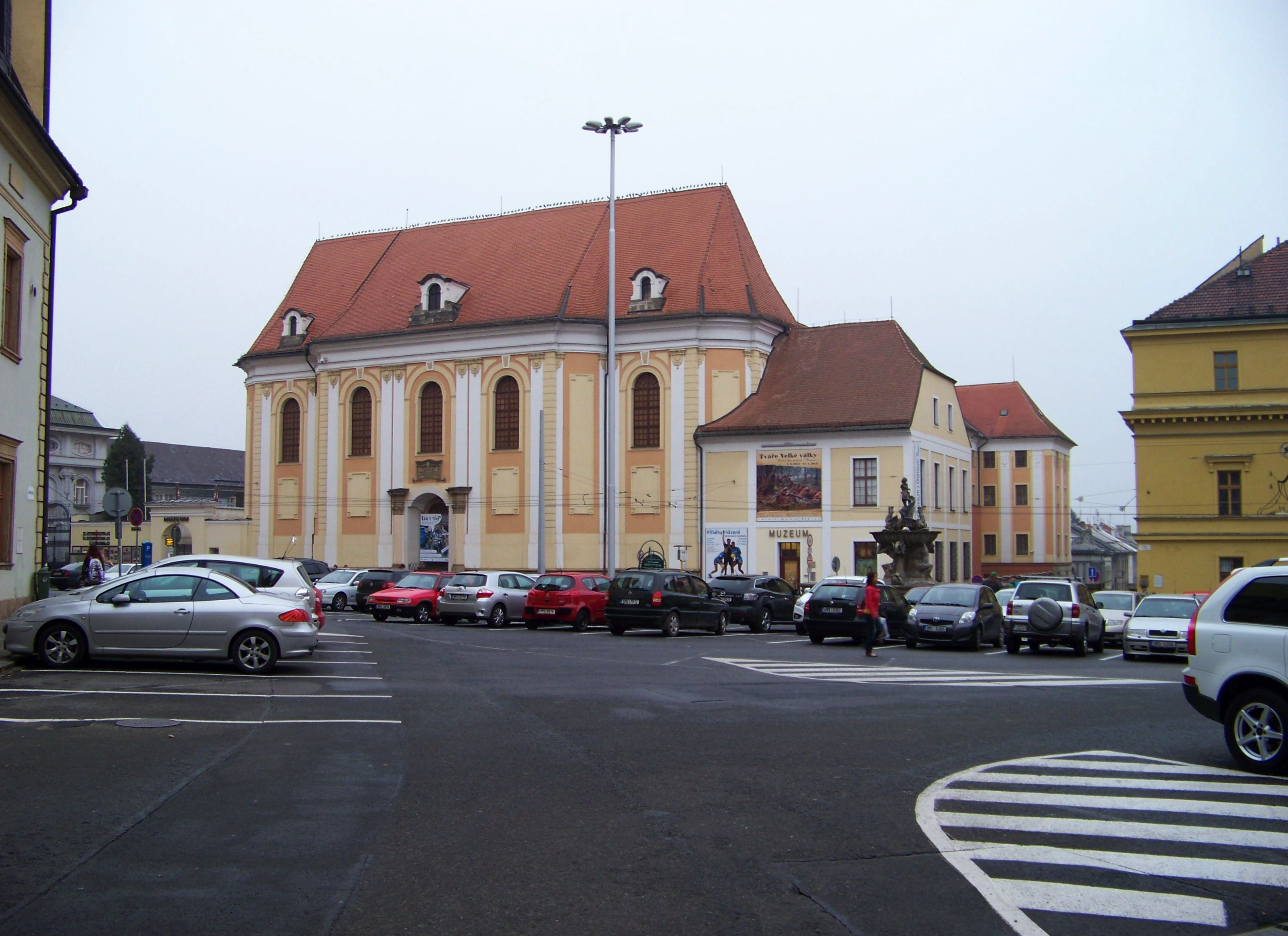
Náměstí a budova Vlastivědného muzea
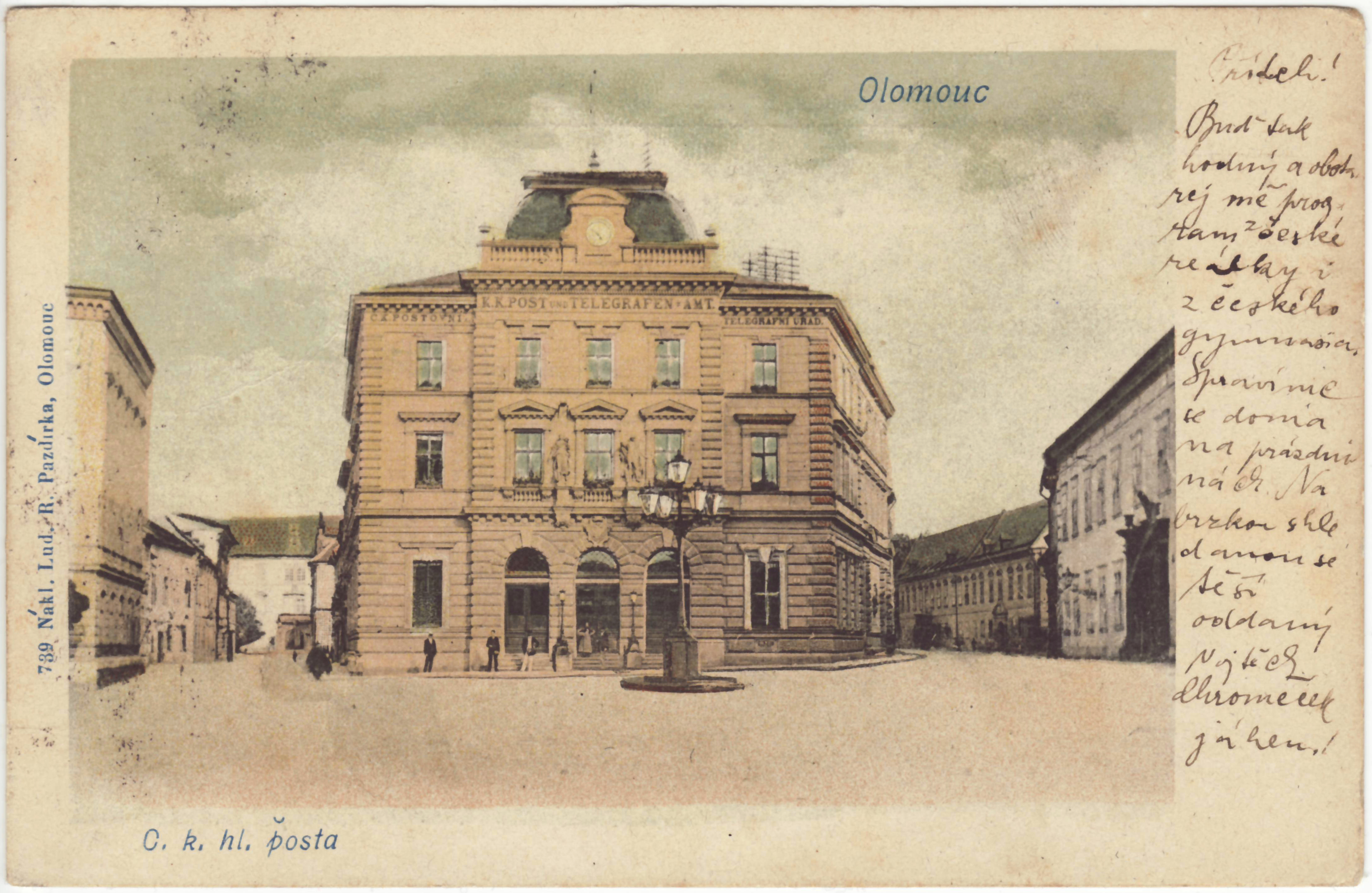
Poštovní úřad
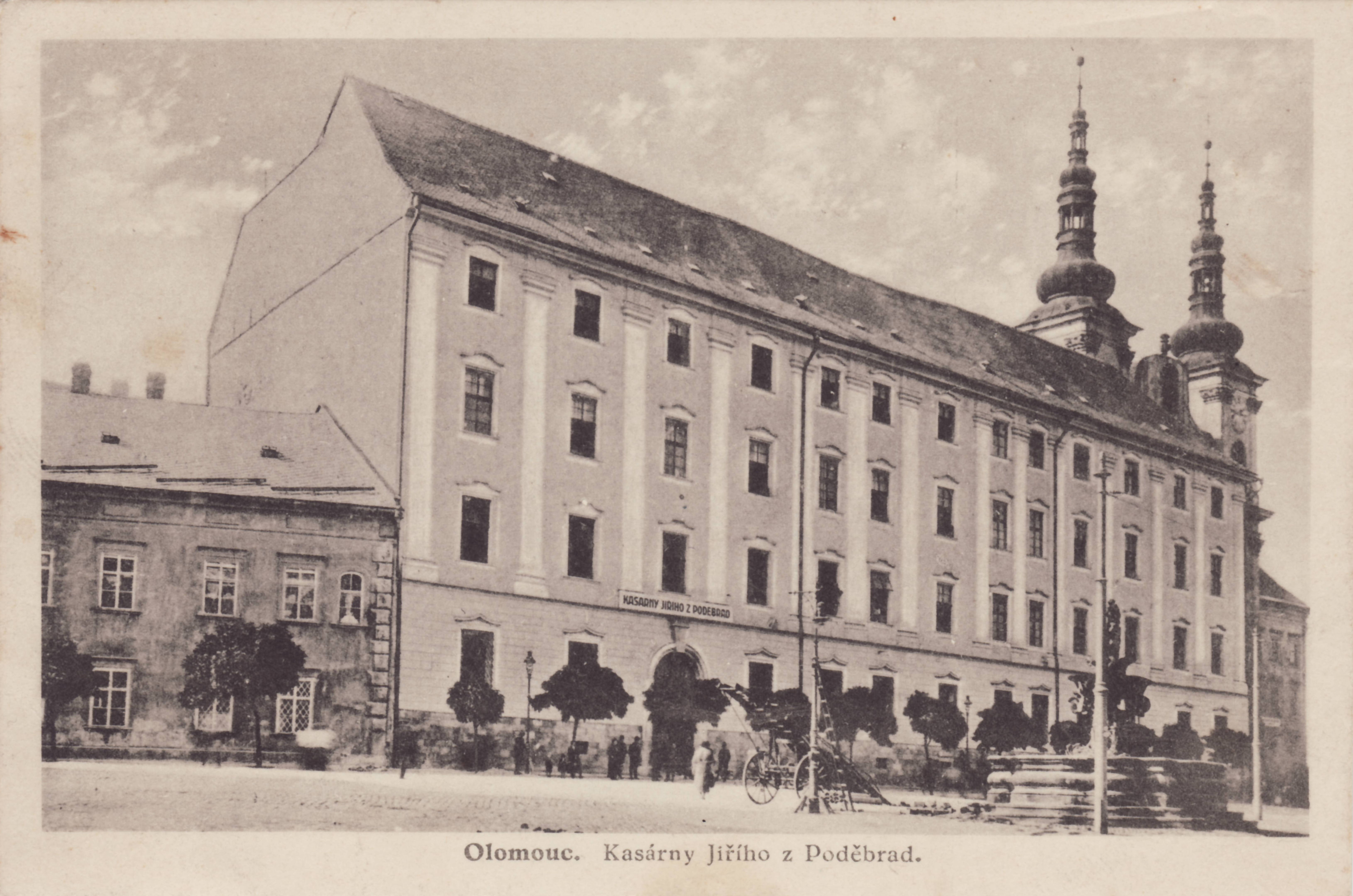
Bývalá kasárna Jiřího z Poděbrad
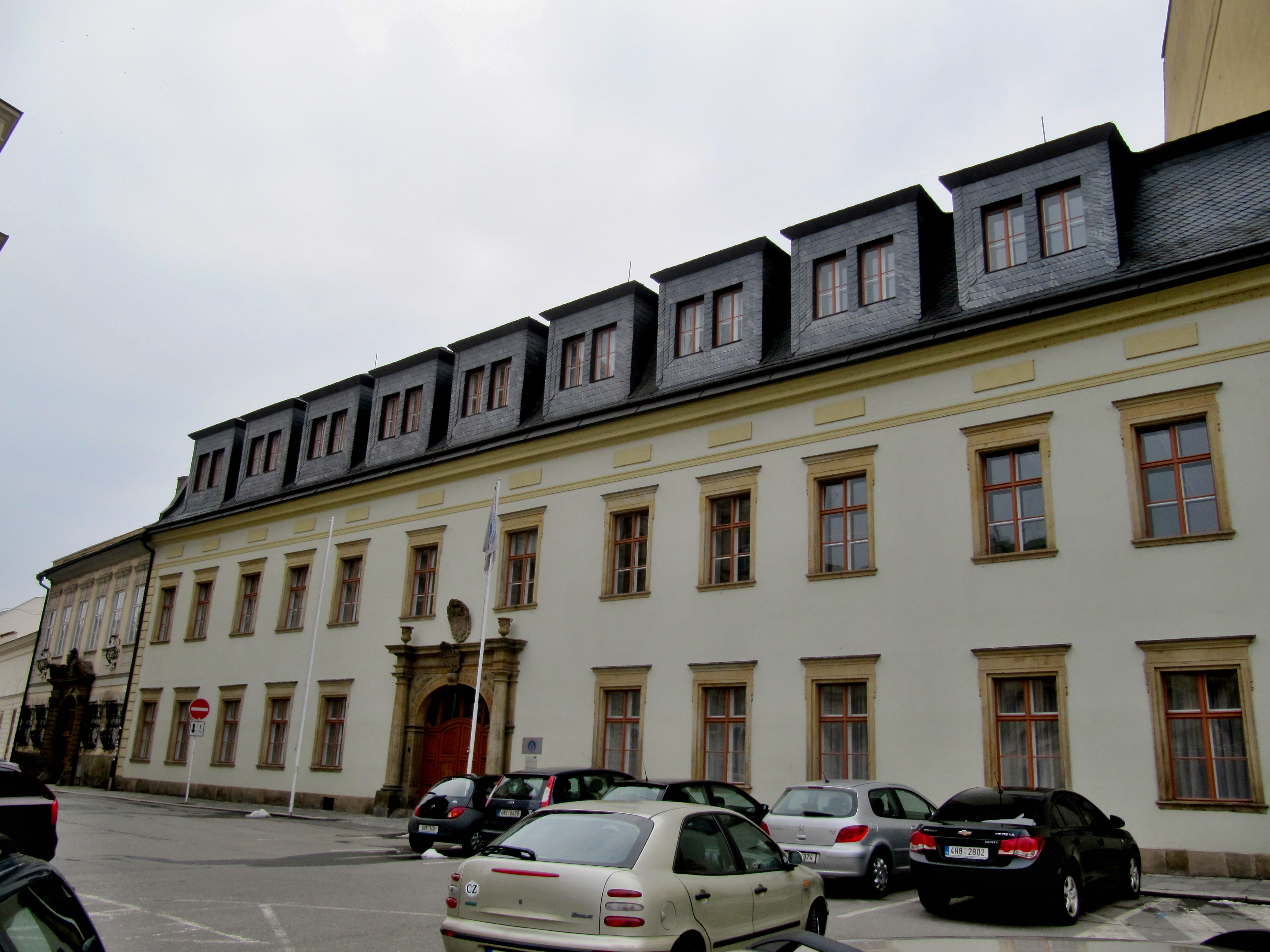
Vyšší odborná škola Caritas